# David Noel Freedman
David Noel Freedman (12 de mayo de 1922 - 8 de abril de 2008) fue un erudito bíblico estadounidense, autor, editor, arqueólogo y, después de su conversión del judaísmo, ministro presbiteriano. Fue uno de los primeros estadounidenses en trabajar en los Rollos del Mar Muerto. Es hijo del escritor David Freedman. Murió de una enfermedad del corazón.

## Vida
Freedman nació como Noel Freedman en la ciudad de Nueva York el 12 de mayo de 1922, hijo de David y Beatrice Freedman. El mayor Freedman murió en 1936 y Noel adoptó su nombre como muestra de respeto. Poco después, se convirtió al cristianismo y se convirtió en miembro de la Iglesia Presbiteriana. En 1947, cuando todavía era un estudiante de posgrado, la excavación de cuevas cerca del Mar Muerto apenas comenzaba a desenterrar miles de fragmentos de textos. Se convirtió en uno de los primeros eruditos estadounidenses en tener acceso y pasó veinte años estudiando y traduciendo minuciosamente un rollo de Levítico, uno de los libros de la Torá.
Como editor general de varias series distinguidas, entre ellas la Serie de Anchor Bible Series (1956-2008), Eerdmans Critical Commentaries (2000-08) y The Bible in Its World (2000-08), y como editor y autor de otros numerosos volúmenes premiados, entre ellos el Eerdmans Dictionary of the Bible (2000). Freedman ha producido más de trescientos treinta libros académicos. Entre sus obras más recientes como autor figuran The Unity of the Hebrew Bible (1991), Psalm 119: The Exaltation of Torah (1999), The Nine Commandments (2000) y What Are the Dead Sea Scrolls and Why Do They Matter? (2007). Como editor de Leningrad Codex: A Facsimile Edition (1998), Freedman y sus colegas trajeron la Biblia hebrea completa más antigua del mundo a sinagogas, iglesias, bibliotecas y personas de todo el mundo por primera vez en la historia.

## Trabajo académico
En 1976 fue presidente de la Sociedad de Literatura Bíblica.

## Puestos de enseñanza
- 1992–2008: Cátedra de estudios bíblicos hebreos en la Universidad de California, San Diego (UCSD).
- 1989–97: Director del programa de estudio de la religión en la UCSD.
- 1986-92: Enseña en la Universidad de Míchigan y en la UCSD
- 1984–92: Arthur F. Thurnau Profesor de Estudios Bíblicos, Univ. de Míchigan, Ann Arbor
- 1971–83: Profesor de Estudios Bíblicos, Universidad de Míchigan en Ann Arbor
- 1966–71: Decano de la Facultad de la SFTS
- 1964–71: Gray Professor de Exégesis del Antiguo Testamento en el Seminario Teológico de San Francisco (San Anselmo, CA) y en la Unión Teológica de Graduados (Berkeley, CA)
- 1961–64: James A. Kelso Profesor de Hebreo y Antiguo Testamento en el Seminario Teológico de Pittsburgh
- 1948–64: Profesor de Antiguo Testamento, Seminario Teológico de Pittsburgh y Seminario Teológico Occidental, Pittsburgh, PA
- 1947-48: Instructor asistente en la Universidad Johns Hopkins en Baltimore, Maryland
- 1946-47: Profesor de la Universidad Johns Hopkins en Baltimore, Maryland

## Excavaciones
Albright Institute of Archaeological Research (American Schools of Oriental Research), Jerusalem
Director anual, 1969–70, 1976–77
Ashdod Excavation Project
Director, 1962–64

## Educación
Asistió al City College de Nueva York, después de lo cual ingresó al Seminario Teológico de Princeton, donde obtuvo una licenciatura en Teología en 1944. Luego pasó a estudiar Lengua y Literatura Semíticas en la Universidad Johns Hopkins.
- Johns Hopkins University, Baltimore, MD (1945–48), PhD en idiomas semíticos y literatura
- Princeton Theological Seminary, Princeton, NJ (1941–44), ThB en la biblia hebrea
- Universidad de California, Los Ángeles, Los Ángeles (1938–39), BA en historia moderna europea
- City College of New York, New York (1935–38)